# Oxyna nasuta
Oxyna nasuta es una especie de insecto del género Oxyna de la familia Tephritidae del orden Diptera.

## Historia
Erich Martin Hering la describió científicamente por primera vez en el año 1936.